# Riccardo Calafiori
Riccardo Calafiori, född 19 maj 2002 i Rom, är en italiensk fotbollsspelare som spelar för Arsenal FC i engelska Premier League. Han representerar även det italienska landslaget.

## Klubbkarriär
Calafiori inledde sin seniorkarriär i Roma 2022 innan han flyttade till Basel i schweiziska ligan 2022. År 2023 återvände han Serie A och Bologna innan han 2024 värvades av Premier League-laget Arsenal.

## Landslagskarriär
Calafiori har representerat Italien på olika ungdomsnivåer sedan 2017 och debuterade i det italienska A-landslaget 2024.